# تشونغ كينغ اكسبريس (فلم)
تشونغ كينغ اكسبريس (بالإنجليزية: Chungking Express) فيلم درامي وكوميدي رومانسي من هونغ كونغ لعام 1994 من تأليف وإخراج وونغ كار واي. يتكون الفيلم من قصتين يتم سردهما بالتسلسل، كل واحدة عن رجل شرطة من هونغ كونغ غارق في الحب يفكر في علاقته بامرأة. القصة الأولى بطولة تاكيشي كانيشيرو كشرطي مهووس بانفصاله عن امرأة تدعى ماي، ولقائه بمهربة مخدرات غامضة (بريجيت لين). القصة الثانية وفيها توني ليونج في دور ضابط شرطة استيقظ من كآبه بسبب فقدان صديقته المضيفة (فاليري تشاو) بسبب انتباه لعاملة للوجبات الخفيفة (فاي وونغ).
تشير كلمة «تشونغ كينج» إلى بيوت الشباب في منطقة «تسم تشا تسوي» حيث نشأ المخرج «ونج كار واي»، وتشير كلمة اكسبريس إلى جناح الطعام «ميدنايت اكسبريس» الواقع في منطقة «لان كواي فونج» وهي منطقة في وسط هونغ كونغ.

## طاقم التمثيل
- بريجيت لين: في دور امرأة في شعر مستعار أشقر
- توني ليونج تشيو واي: في دور الشرطي 663
- فاي وونغ: في دور فاي
- تاكيشي كانيشيرو: في دور هي كيوي (الشرطي 223)
- فاليري تشاو: في دور مضيفة طيران انفصلت عن الشرطي 663
- توم بيكر: في دور تاجر مخدرات مزدوج العبور
- تشان كام تشوين: في دور مدير مطعم الوجبات الجاهزة
- كوان لي نا: في دور ريتشارد
- وانج تشي منج: في دور رجل
- ليونغ صن: في دور الثاني من مايو، الذي يعمل في مطعم الوجبات الجاهزة
- تشوه تشونج سينج: في دور رجل[14]

## أحداث الفيلم
القصة الأولى: تقطع الفتاة ماي في يوم أول أبريل علاقتها بالشرطي هي كيوي (الشرطي رقم 223) الذي نشأ في تايوان، ولكي يتحقق الشرطي 223 من جديتها في الانفصال عنه ينتظر لمدة شهر، ويشتري كل يوم علبة أناناس تنتهي صلاحيتها في 1 مايو، لأن صديقته كانت تحب الأناناس. تحاول امرأة ترتدي شعر مستعار أشقر في هذه الأثناء، البقاء على قيد الحياة في عالم المخدرات السفلي بعد أن ساءت عملية التهريب. يبدأ الشرطي 223 بالاقتراب من المرأة ذات الشعر المستعار الأشقر في نادي «بوتومز آب»، ومع ذلك، يجدها منشغلة عنه، فهي منهكة وتنام في غرفة فندق، وتتركه يشاهد الأفلام القديمة ويطلب الطعام. يلمع الشرطي 223 حذائها قبل أن يتركها نائمة على السرير. تغادر الفتاة في الصباح وتطلق النار على بارون المخدرات الذي وشى بها. يذهب الشرطي 223 للركض، ويتلقى رسالة منها على جهاز النداء الخاص به تتمنى له عيد ميلاد سعيد. يزور متجره المعتاد للوجبات الخفيفة حيث يصطدم بالموظفة الجديدة «فاي».
القصة الثانية: ضابط شرطة آخر يتعامل أيضًا مع انفصال عن صديقته مضيفة الطيران، وتقع «فاي» في غرامه سراً. ذات يوم، تزور المضيفة المتجر وتنتظر الرجل، وتعرف أنه في يوم إجازته وتترك له رسالة مع صاحب مطعم الوجبات الخفيفة تحتوي على مجموعة من مفاتيح شقة الضابط. تخبره فاي بالرسالة، لكنه يؤخر قراءتها ويطلب من مطعم الوجبات الخفيفة الاحتفاظ بها له. تستخدم فاي المفاتيح لدخول شقة الرجل بشكل متكرر لتنظيفها وتجديدها. يجد فاي قادمًة إلى شقته ويدرك أنها تحبه؛ يرتب موعدًا في مطعم اسمه كاليفورنيا، لكن فاي لا تحضر، ويذهب صاحب مطعم الوجبات الخفيفة، وهو ابن عمها، إلى المطعم ليخبره أن فاي قد غادرت إلى ولاية كاليفورنيا الأمريكية. تركت له بطاقة صعود مرسومة على منديل ورقي مؤرخة بعد عام واحد. فاي، مضيفة طيران الآن، تعود إلى هونغ كونغ، وتجد أن الرجل قد اشترى مطعمًا للوجبات الخفيفة ويقوم بتحويله إلى مطعم. يطلب منها البقاء في الافتتاح الكبير، ويطلب منها أن ترسل له بطاقة بريدية إذا غادرت. بينما تكون فاي على وشك المغادرة، تقدم بطاقة الصعود إلى الطائرة مجعدة وملطخة بالماء، وكتبت له بطاقة جديدة. تسأله أين يريد أن تكون الوجهة، فيجيب: "أينما تأخذيني.

## استقبال الفيلم
شباك التذاكر: حقق الفيلم من شباك التذاكر مبلغ 7.678.549 دولار في هونج كونج، وفي الولايات المتحدة، افتتح في أربع دور عرض، وحقق 32779 دولارًا (8194 دولارًا لكل شاشة) في عطلة نهاية الأسبوع الافتتاحية. عرض في 20 دور عرض، في أوسع نقطة له، ووصل إجمالية إلى 600200 دولار.
النقد: منح موقع الطماطم الفاسدة الفيلم تقييم مقداره 89% بناء على آراء 61 ناقد سينمائي، وكتب الإجماع النقدي للموقع: "حتى لو كان كل ما قدمه الفيلم هو المرئيات المميزة والمذهلة للكاتب والمخرج ونج، فإنه يستحق المشاهدة، ولحسن الحظ، فإن شخصياته المرسومة بعناية وأدائها الطبيعي تحتوي أيضًا على صورة درامية قوية.
منح موقع ميتاكريتيك الفيلم تقييم مقداره 77% بناء على آراء 17 ناقد.
منح الناقد روجر إيبرت الفيلم ثلاثة نجوم من أصل أربعة وكتب: «هذا هو نوع الأفلام الذي سترتبط به إذا كنت تحب الفيلم نفسه، بدلاً من الجوانب السطحية مثل القصة والنجوم. إنه ليس فيلمًا للجمهور العادي، وقد لا يكشف عن كل أسراره في المرة الأولى. . . إذا كنت منتبهًا للأسلوب، إذا كنت تفكر فيما يفعله ونج، فإن» تشونغ كينغ اكسبريس«يكون مؤثراُ... إذا كنت تحاول متابعة الحبكة، فقد تشعر بالإحباط... عندما كان جودار حارًا، في الستينيات وأوائل السبعينيات، كان هناك جمهور لهذا الأسلوب، وفي تلك الأيام، كانت لا تزال هناك مجتمعات سينمائية ومسارح لبناء وتغذية مثل هذه الجماهير. العديد من رواد السينما اليوم، الذين تتغذى عليهم فقط الاختيارات الضيقة في متاجر الفيديو، ليسوا فضوليين أو على دراية ويمكن ببساطة أن يحيرهم» تشونغ كينغ اكسبريس«، بدلاً من التحدي. يجب أن يقال، على أي حال، أن فيلمًا كهذا هو إلى حد كبير تجربة ذهنية: تستمتع به بسبب ما تعرفه عن الفيلم، وليس بسبب ما يعرفه عن الحياة».
أشاد بيتر ترافرز من رولينج ستون بالفيلم ووصفه بأنه: «مثير للسخط والبهجة... موهبة وونغ لا شك فيها. أخيرًا، تضعف صور وونج للحب والخسارة من مقاومتك لأن المشاهد والأصوات التي تبدو متناقضة تتحد وتمنحك مصدر مشع ومجنون يمكن أن يجعلك تضحك في رهبة من سحرها الفني في مشهد واحد ويثقب قلبك في المشهد التالي».
انتقدت جانيت ماسلين من صحيفة نيويورك تايمز الفيلم، والطاقة العدوانية مثل محطة ام تي في، وكتبت: «يتمتع السيد وونغ بذوق بصري مشروع، لكن شخصياته تقضي وقتًا طويلاً في لعب الحيل الشائكة. الفيلم الذي يتحدث فيه الرجل إلى منشفة الصحون لديه شعور متطور بالمرح».
نشرت مجلة «المنظر والصوت Sight and Sound» (المجلة الشهرية لمعهد الفيلم البريطاني) في استطلاع لعام 2002، حيث يطلب من خمسين ناقداً سينمائيًا رائدًا في المملكة المتحدة اختيار أفضل عشرة أفلام من الخمسة وعشرين عامًا الماضية، وتم تصنيف «تشونغ كينغ اكسبريس» في المرتبة الثامنة، وفي استطلاع المجلة لعام 2012 للعثور على أكثر الأفلام شهرة في كل العصور، احتل «تشونغ كينغ اكسبريس» المرتبة 144.
يقال إن المخرج الحائز على جائزة الأوسكار باري جينكينز (ضوء القمر) تأثر بهذا الفيلم.

## الجوائز والترشيحات
- 1994: مهرجان لوكارنو السينمائي الدولي: ترشح لجائزة جولدن ليوبارد.[31]
- 1994: مهرجان شيكاغو السينمائي الدولي: ترشح لجائزة أفضل فيلم أجنبي.[32]
- 1994 مهرجان ستوكهولم السينمائي الدولي [33]

1. فائز - أفضل ممثلة (فاييه وونغ).
2. فائز - جائزة الاتحاد الدولي للنقاد السينمائيين (للمخرج وونغ كار واي)
3. ترشيح - الحصان البرونزي: أفضل فيلم.[34]

- 1994 مهرجان وجوائز الحصان الذهبي السينمائي [35]

1. فائز - أفضل ممثل (توني ليونغ تشيو واي)

- 1995 جوائز هونغ كونغ السينمائية[الإنجليزية] [36]

1. فائز - أفضل صورة
2. فائز - أفضل مخرج (وونغ كار واي)
3. فائز - أفضل ممثل (توني ليونغ تشيو واي)
4. فائز - أفضل مونتاج (وليام تشيونغ سوك بينغ ، كوونغ تشي ليونغ ، هاي كيت واي)
5. ترشيح - أفضل ممثلة (فاي وونغ)
6. ترشيح - أفضل ممثلة مساعدة (فاليري تشاو كار لينغ)
7. ترشيح - أفضل سيناريو (وونغ كار واي)
8. ترشيح - أفضل تصوير سينمائي (كريستوفر دويل ، أندرو لاو واي كيونغ)
9. ترشيح - أفضل إخراج فني (ويليام تشيونغ سوك بينغ)
10. ترشيح - أفضل فيلم أصلي (فرانكي تشان فان كي ، رويل أ. جارسيا)[37]

- 1997: جوائز جمعية شيكاغو لنقاد السينما: ترشح لجائزة أفضل فيلم أجنبي.[38]
- 1997: جوائز فيلم إندبندنت سبيريت: ترشح لجائزة أفضل فيلم أجنبي.[37]
- 1997: جوائز الجمعية الوطنية لنقاد السينما - الولايات المتحدة الأمريكية: ترشح لجائزة (NSFC)[39]

## روابط خارجية
- تشونغ كينغ اكسبريس على موقع IMDb (الإنجليزية)
- تشونغ كينغ اكسبريس على موقع ميتاكريتيك (الإنجليزية)
- تشونغ كينغ اكسبريس على موقع الموسوعة البريطانية (الإنجليزية)
- تشونغ كينغ اكسبريس على موقع روتن توميتوز (الإنجليزية)
- تشونغ كينغ اكسبريس على موقع نتفليكس (الإنجليزية)
- تشونغ كينغ اكسبريس على موقع ألو سيني (الفرنسية)
- تشونغ كينغ اكسبريس على موقع Turner Classic Movies (الإنجليزية)
- تشونغ كينغ اكسبريس على موقع أول موفي (الإنجليزية)
- تشونغ كينغ اكسبريس على موقع بوكس أوفيس موجو (الإنجليزية)
- تشونغ كينغ اكسبريس على موقع فيلمافينيتي (الإسبانية)